# Sugar Act
Lo Sugar Act fu una legge emanata dal parlamento britannico nel 1764 e ritirata due anni dopo, che prevedeva che i coloni americani pagassero una tassa su tutti i prodotti importati, ma essenzialmente per tutto lo zucchero (sugar in inglese), vino, caffè, pimento e liquore acquistati. Essa servì inoltre per una modifica della politica legislativa ed economica delle colonie a vantaggio della Gran Bretagna e in particolare a vantaggio della Royal Navy che così avrebbe potuto gestire tutte le entrate fiscali dal commercio via mare. La tassa fu solo l'inizio di una serie di imposizioni e un conseguente inasprimento della tensione sulle colonie, culminata con le successive Stamp Act (1765) e Tea Act (1773), che di li a pochi anni avrebbe portato alla Guerra d'indipendenza americana e alla nascita degli Stati Uniti d'America.

## Contesto storico

### La Guerra dei sette anni
La Gran Bretagna era uscita vincitrice dalla Guerra dei sette anni e secondo il Trattato di Parigi (1763) entrava in possesso della Florida spagnola, del Canada e di isole caraibiche e indiane, possedute da francesi e olandesi. Da questi territori ricchissimi si ricavavano risorse indispensabili all'economia soprattutto ora che si doveva risanare il vuoto creatosi nelle casse nazionali in quanto la guerra aveva segnato di netto le spese per l'esercito e la marina. Si è calcolato che nel gennaio 1764 la Gran Bretagna avesse perso circa 130 milioni di sterline.

### Clima politico
Dopo la sostituzione di John Stuart, III conte di Bute, il 16 aprile 1763 era diventato Primo ministro britannico George Grenville il quale mirava, come Stuart, a ridare stabilità con l'imposizione di nuove tasse che avrebbero dovuto gravare non tanto sui cittadini britannici quanto sui coloni americani. Infatti in Gran Bretagna sussisteva già da tre anni una grande protesta contro la Cider tax di Stuart, ovvero una tassa di 4 scellini sulla produzione del sidro e la sua vendita per ogni barilotto. Un'altra tassa del genere avrebbe scatenato una nuova ondata di rivolte. I coloni americani invece non pagavano tasse simili e quindi secondo Grenville e l'opinione politica era ora che anche loro contribuissero alla vita economica dell'Impero britannico.

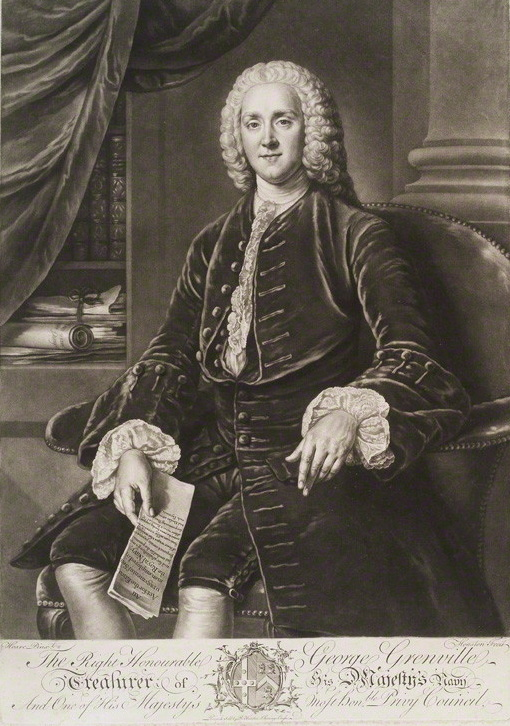
Lord Grenville, primo ministro britannico dal 1763 al 1765

## La nuova tassa
Il Sugar Act, la prima tassa secondo il programma di Grenville, fu approvato dal parlamento e da Giorgio III il 5 aprile 1764 ed entrò in vigore il 29 settembre. Fu deciso di applicarla per le Tredici Colonie, il Canada e le Indie occidentali britanniche.
I suoi scopi principali erano i seguenti:
- Un miglioramento della precedente Molasses Act, una tassa in vigore dal 1733 che imponeva di pagare 6 pence per ogni gallone di melassa non di fattura britannica, venduto nell'Impero. Con il Sugar Act il prezzo fu abbassato a 3 pence ma in compenso oltre alla melassa si doveva pagare anche per tutto lo zucchero, vino, caffè, pimento e liquore (quasi esclusivamente rum) posseduti oltre a un versamento anche per altri prodotti come pellicce o seta cinese.
- In secondo luogo la tassa, su idea dell'ex-Primo Ministro Stuart, conte di Bute, serviva a mantenere economicamente le truppe rimaste in America nel 1763 dopo la fine della Guerra franco-indiana, il teatro americano della Guerra dei Sette Anni. In tutto il continente americano erano rimasti stazionati 10.000 uomini e il costo per mantenerli era di 200.000 sterline da spendere per le forniture di legname e ferro.
- In terzo luogo, per restringere la libertà economica dei coloni, il Sugar Act prevedeva per conto dell'Ammiragliato della Royal Navy che tutte le navi britanniche che facessero scalo dai Caraibi ai porti della Nuova Inghilterra fossero segnalate, registrate e tassate secondo tutta la merce scambiata, da doganieri reali.
- Ultimo punto, il Sugar Act doveva anche garantire la protezione e il mantenimento delle piantagioni di Sua Maestà e impedire il commercio illegale di prodotti come lo zucchero.

Tutto questo, secondo il parlamento, per migliorare i rapporti commerciali tra Gran Bretagna e America.

## La reazione dei coloni
Dato che con la vittoria nella guerra i possedimenti coloniali erano aumentati e con essi anche le pretese di denaro dalla Madrepatria e le importazioni, la risposta dei coloni fu subito chiara. Questo soprattutto perché i coloni americani non avevano loro rappresentanti nel parlamento e pertanto trovavano ingiusta l'adozione a forza di una nuova tassa senza il loro consenso. Se si dovevano emanare nuove tasse nelle colonie ci pensavano le assemblee locali ma stavolta ed in seguito non saranno più considerate dalla corona. Da qui nacque il celebre slogan no taxation without representation ("nessuna tassazione senza rappresentanza"). Uno dei suoi primi istigatori fu John Hancock, ricco borghese e politico dal Massachusetts che in seguito diverrà uno degli eroi della Guerra d'indipendenza. Da Boston (capitale del Massachusetts), l'eco della rivolta si fece sentire particolarmente a New York e nelle aree agricole delle colonie meridionali come in Carolina del Nord, Carolina del Sud, Georgia e Caraibi dove le piantagioni erano enormi e fondamentali. Anche Benjamin Franklin, scienziato e statista, tentò una vana mediazione con Grenville a Londra nel febbraio 1765 per abolire la tassa e in agosto altri due delegati del Massachusetts, Samuel Adams e James Otis Jr., inviarono una lettera di protesta al Parlamento in cui chiedevano di nuovo di abolire la tassa e soprattutto di non farne arrivare altre. Anche la lettera fu ignorata e così arrivò a breve il nuovo Stamp Act, approvato ufficialmente il 1º novembre. Lo Stamp Act prevedeva un pagamento fino a 10 sterline per tutte le carte stampate (libri, documenti, giornali, lettere, francobolli) possedute. L'idea di avere due tasse insostenibili provocò un'ulteriore e più spaventosa ondata di rivolte nelle colonie. 
A Boston i cittadini decisero di scioperare e protestare per le strade contro le due tasse attaccando esattori e doganieri ed uccidendone uno per poi esporre il cadavere impiccato pubblicamente. A New York i rivoltosi, guidati da un ricco mercante e politico coloniale, James DeLancey, attaccarono i magazzini, Fort George e anche la casa del governatore Cadwallader Colden. Altre ondate di odio si verificarono anche in Rhode Island.

## L'abrogazione
Le continue rivolte e accuse al parlamento non poterono non essere considerate a lungo. La situazione era già pericolosa con il Sugar Act ma dopo l'adozione dello Stamp Act essa precipitò. Per proteggere gli interessi dei singoli cittadini i delegati del Massachusetts approvarono la creazione di una milizia segreta terroristica con il compito di compiere aggressioni ai funzionari reali e sabotare i loro progetti: erano i Sons of Liberty (in inglese Figli della Libertà), tra i quali vi era anche Paul Revere, artista e patriota americano della Guerra d'indipendenza.
Intanto il 13 luglio 1765 Lord Grenville, per il fallimento del suo programma politico, fu sostituito. Al suo posto divenne nuovo Primo ministro Charles Watson-Wentworth, II Marchese di Rockingham anche lui impotente contro le crescenti proteste coloniali. Nonostante la riluttanza propose quindi di abolire le due tasse e l'idea fu irrimediabilmente votata. Così, con il consenso del parlamento e del re, nel 1766 dapprima fu emanato il Revenue Act, che aboliva il Sugar Act, e quindi, il 18 marzo, il Declaratory Act, che aboliva lo Stamp Act. Tuttavia, mentre lo Stamp Act fu abolito del tutto, il Sugar Act rimase come emendamento del vecchio Molasses Act con la riduzione di un pence per ogni gallone di melassa. Questo per mantenere salda l'autorità britannica sulle colonie e poterci ricavare possibilmente ancora denaro. Infatti alcuni pagamenti sullo zucchero continuarono fino all'anno seguente (1767) quando furono aboliti definitivamente e per quell'occasione il parlamento britannico accettò tramite le Townshend Acts che finalmente i coloni potessero commerciare con le colonie nemiche sebbene con strettissime limitazioni.